# Nuron Mukumi

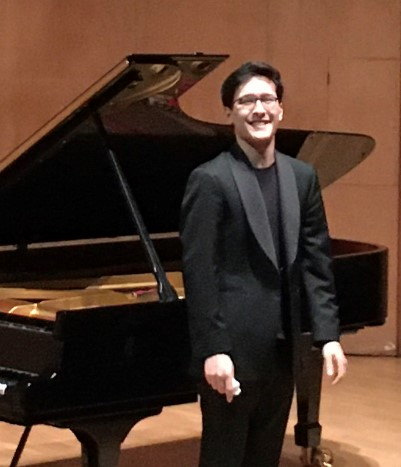
Nuron Mukumi (2020)

Nuron Mukumi (* 28. Februar 1996 in Taschkent, Usbekistan) ist ein deutsch-usbekischer Konzertpianist, der in Hamburg lebt.

## Leben und Wirken
Nuron Mukumi erhielt ab dem Alter von sechs Jahren Klavierunterricht an der Uspenskij-Musikschule für hochbegabte Kinder bei der Professorin Tamara Popovich (1926–2010).  Zwischen 2007 und 2010 besuchte er als Stipendiat die Purcell School nördlich von London. Anschließend studierte er in der Meisterklasse von Lev Natochenny an der Hochschule für Musik und Darstellende Kunst Frankfurt am Main und ab 2015 an der Kalaidos Musikhochschule in Zürich und der Musikakademie Basel. 2021 erhielt er das Diplôme Supérieur de Concertiste (Konzertexamen) der École Normale de Musique de Paris.
Mukumi gewann zahlreiche internationale Klavierwettbewerbe. Als Solist konzertierte er unter anderem in der Alten Oper Frankfurt, am Mariinski-Theater, in der Salle Cortot Paris, im Konzerthaus Bozen und im Sendesaal des Hessischen Rundfunks. Außerdem war er zu Gast bei den Weilburger Schlosskonzerten und den Bad Homburger Schlosskonzerten, beim Klavier-Festival Ruhr, beim Internationalen Klavierfestival St. Petersburg, beim Mosel Musikfestival beim Rheingau Musik Festival, beim Mozartfest Würzburg, und beim Hamburger Mozartfest in der Laeiszhalle. Dabei arbeitete er unter anderem mit dem Ukrainischen Nationalen Sinfonieorchester, dem Südwestdeutschen Kammerorchester Pforzheim, dem Nationalen Symphonieorchester Usbekistans, dem von Wladimir Spiwakow gegründeten Kammerorchester Moskauer Virtuosi, dem Ensemble Esperanza und dem YoungClassX zusammen.

## Tonträger
2018 erschien bei Genuin classics Mukumis Debütalbum Summit mit Stücken von Frédéric Chopin und Franz Liszt, das in Spiegel Online wegen seiner Dramaturgie und seines Formwillens gelobt wurde. Das Album wurde für den Opus Klassik 2019 und für die International Classical Music Awards 2020 nominiert. Das Musikmagazin Pizzicato zeichnete das Album mit seinem Supersonic Award aus.
2022 erschien bei Prospero Classical Mukumis zweite CD Tchaikovsky - 18 pieces for piano op.72 mit den letzten Klavierstücken von Pjotr Iljitsch Tschaikowski, die für den Preis der deutschen Schallplattenkritik Longlist 1/2023 und für den Opus Klassik 2023 in zwei Kategorien "Nachwuchskünstler der Jahres" & "Instrument Solo" nominiert wurde.

## Preise (Auswahl)
- 2003: 1. Preis bei der International Russian Music Competition in San José[2][3]
- 2007: 1. Preis und Sonderpreis bei der Concorso Pianistico Internationale Mozart in Rom (Kategorie bis 13 Jahre)[21]
- 2008: 1. Preis bei der AJM Competition (Association Jeune Musique)[22]
- 2009: 2. Preis beim Franz Liszt Wettbewerb in Weimar[23]
- 2012: 2. Preis beim International Adilia Alieva Piano Competition (Kategorie: Young pianists)[24]
- 2017: 1. Preis beim Interlaken Classics - Prix du Piano in Bern[25]
- 2018: Supersonic Award von Pizzicato - Remy Franck's Journal about Classical Music[26][27]